# ФК Алашкерт
Фудбалски клуб Алашкерт (јерм. «Ալաշկերտ» Ֆուտբոլային Ակումբ) јерменски је фудбалски клуб из Јеревана. Клуб је основан у граду Мартуни 1990. године, али се 2013. преместио у престоницу Јерменије.
Алашкерт је дебитовао у групној фази Уефиних такмичења када се пласирао у Лигу конференције у сезони 2021/22.

## Лигашки резултати
| Сезона    | Лига                    | Поз.            | Од.                                | П                                  | Н                                  | И                                  | ГД                                 | ГП                                 | Бод.                               | Куп Јерменије     |
| --------- | ----------------------- | --------------- | ---------------------------------- | ---------------------------------- | ---------------------------------- | ---------------------------------- | ---------------------------------- | ---------------------------------- | ---------------------------------- | ----------------- |
| 1990      | Совјетска друга лига    | 17              | 18                                 | 7                                  | 5                                  | 6                                  | 29                                 | 37                                 | 19                                 | —                 |
| 1991      | Совјетска друга лига    | 17              | 38                                 | 12                                 | 4                                  | 22                                 | 51                                 | 79                                 | 28                                 | —                 |
| 1992      | Премијер лига Јерменије | 24              | 22                                 | 5                                  | 2                                  | 15                                 | 38                                 | 58                                 | 12                                 | Четвртфинале      |
| 1993—1997 | Није учествовао         | Није учествовао | Није учествовао                    | Није учествовао                    | Није учествовао                    | Није учествовао                    | Није учествовао                    | Није учествовао                    | Није учествовао                    | Није учествовао   |
| 1998      | Прва лига Јерменије     | 6               | 24                                 | 9                                  | 8                                  | 7                                  | 30                                 | 25                                 | 30                                 | Прелиминарни круг |
| 1999      | Прва лига Јерменије     | 10              | Дисквалификовани на почетку сезоне | Дисквалификовани на почетку сезоне | Дисквалификовани на почетку сезоне | Дисквалификовани на почетку сезоне | Дисквалификовани на почетку сезоне | Дисквалификовани на почетку сезоне | Дисквалификовани на почетку сезоне | 1. коло           |
| 2000—2011 | Није учествовао         | Није учествовао | Није учествовао                    | Није учествовао                    | Није учествовао                    | Није учествовао                    | Није учествовао                    | Није учествовао                    | Није учествовао                    | Није учествовао   |
| 2012/13   | Прва лига Јерменије     | 1               | 36                                 | 24                                 | 6                                  | 6                                  | 80                                 | 31                                 | 78                                 | Четвртфинале      |
| 2013/14   | Премијер лига Јерменије | 8               | 28                                 | 6                                  | 6                                  | 16                                 | 38                                 | 69                                 | 24                                 | Четвртфинале      |
| 2014/15   | Премијер лига Јерменије | 4               | 28                                 | 10                                 | 8                                  | 10                                 | 32                                 | 35                                 | 38                                 | Полуфинале        |
| 2015/16   | Премијер лига Јерменије | 1               | 28                                 | 16                                 | 7                                  | 5                                  | 50                                 | 24                                 | 55                                 | Полуфинале        |
| 2016/17   | Премијер лига Јерменије | 1               | 30                                 | 19                                 | 7                                  | 4                                  | 59                                 | 26                                 | 64                                 | Четвртфинале      |
| 2017/18   | Премијер лига Јерменије | 1               | 30                                 | 14                                 | 8                                  | 8                                  | 44                                 | 31                                 | 50                                 | Финалиста         |
| 2018/19   | Премијер лига Јерменије | 4               | 32                                 | 15                                 | 6                                  | 11                                 | 37                                 | 27                                 | 51                                 | Победник          |

## ФК Алашкерт у европским такмичењима
Ажурирано 1. августа 2019.
| Такмичење              | Од. | П  | Н | И  | ГД | ГП | ГР  |
| ---------------------- | --- | -- | - | -- | -- | -- | --- |
| УЕФА Лига шампиона     | 14  | 3  | 5 | 6  | 12 | 20 | –8  |
| УЕФА Лига Европе       | 17  | 7  | 3 | 7  | 17 | 23 | –6  |
| УЕФА Лига конференције | 0   | 0  | 0 | 0  | 0  | 0  | 0   |
| Укупно                 | 31  | 10 | 8 | 13 | 29 | 43 | –14 |

| Сезона   | Такмичење              | Коло        | Противник               | Дом. | Гост | Укупно    |
| -------- | ---------------------- | ----------- | ----------------------- | ---- | ---- | --------- |
| 2015/16. | УЕФА Лига Европе       | 1. коло кв. | Сент Џонстон            | 1:0  | 1:2  | 2:2 (пгг) |
| 2015/16. | УЕФА Лига Европе       | 2. коло кв. | Каират                  | 2:1  | 0:3  | 2:4       |
| 2016/17. | УЕФА Лига шампиона     | 1. коло кв. | Санта Колома            | 3:0  | 0:0  | 3:0       |
| 2016/17. | УЕФА Лига шампиона     | 2. коло кв. | Динамо Тбилиси          | 1:1  | 0:2  | 1:3       |
| 2017/18. | УЕФА Лига шампиона     | 1. коло кв. | Санта Колома            | 1:0  | 1:1  | 2:1       |
| 2017/18. | УЕФА Лига шампиона     | 2. коло кв. | БАТЕ Борисов            | 1:3  | 1:1  | 2:4       |
| 2018/19. | УЕФА Лига шампиона     | 1. коло кв. | Селтик                  | 0:3  | 0:3  | 0:6       |
| 2018/19. | УЕФА Лига Европе       | 2. коло кв. | Сутјеска Никшић         | 0:0  | 1:0  | 1:0       |
| 2018/19. | УЕФА Лига Европе       | 3. коло кв. | ЧФР Клуж                | 0:2  | 0:5  | 0:7       |
| 2019/20. | УЕФА Лига Европе       | 1. коло кв. | Македонија Ђорче Петров | 3:1  | 3:0  | 6:1       |
| 2019/20. | УЕФА Лига Европе       | 2. коло кв. | Стеауа Букурешт         | 0:3  | 3:2  | 3:5       |
| 2020/21. | УЕФА Лига Европе       | 1. коло кв. | Ренова                  | 0:1  | Н/Д  | Н/Д       |
| 2021/22. | УЕФА Лига шампиона     | 1. коло кв. | Конахс ки Номадс        | 1:0  | 2:2  | 3:0       |
| 2021/22. | УЕФА Лига шампиона     | 2. коло кв. | Шериф Тираспољ          | 0:1  | 1:3  | 1:4       |
| 2021/22. | УЕФА Лига Европе       | 3. коло кв. | Каират                  | 3:2  | 0:0  | 3:2       |
| 2021/22. | УЕФА Лига Европе       | плеј-оф     | Ренџерс                 | 0:0  | 0:1  | 0:1       |
| 2021/22. | УЕФА Лига конференције | Група А     | ЛАСК                    | 0:3  | 0:2  | 4. место  |
| 2021/22. | УЕФА Лига конференције | Група А     | Макаби Тел Авив         | 1:1  | 1:4  | 4. место  |
| 2021/22. | УЕФА Лига конференције | Група А     | Хелсинки                | 2:4  | 0:1  | 4. место  |